# فالنتين زوبيوري
فالنتين زوبياوري أوريونابارينيتشيا هو ملحنًا إسبانيًا ولد في جاراي، بسكاي وتوفي سنة 1914 في مدينة مدريد .
بدأ رحلته الموسيقية كصبي مذبح في بلباو، ثم درس الأرغن مع نيكولاس ليديسما .
وهو والد المثقف الباسكي بيلار دي زيبواري والرسامين فالنتين ورامون دي زوبياوري.